# Фосси, Дайан
Дайа́н Фо́сси (англ. Dian Fossey; 16 января 1932 — 26 декабря 1985) — американский приматолог, этолог и популяризатор охраны дикой природы, известная своими исследованиями групп горных горилл с 1966 года до своего убийства в 1985 году. Её исследовательская и природоохранная работа помогла обратить вспять тенденцию к сокращению популяции этого подвида человекообразных обезьян.

## Биография
Дайан Фосси родилась в Сан-Франциско (Калифорния, США). Вопреки желанию отчима, Фосси решила не учиться бизнес-школе, а посвятить свою профессиональную жизнь работе с животными, поступив на предветеринарный курс биологии в Калифорнийском университете в Дэвисе. Параллельно подрабатывала в универмаге и на фабрике. По образованию врач-трудотерапевт, хотя позднее, в 1974 году, получила степень доктора наук по специальности зоология (Кембриджский университет). Стажировалась в больницах Калифорнии и работала с больными туберкулёзом.
В 1963 году во время туристической поездки по Африке познакомилась с известным зоологом и палеонтологом Луисом Лики, который рассказал ей о работе Джейн Гудолл и позднее предложил ей заниматься изучением поведения горных горилл в тропических лесах массива Вирунга, что на стыке ДРК (Демократи́ческая Респу́блика Ко́нго), Руанды и Уганды. Здесь она изучала поведение горных горилл в течение 18 лет. В итоге, Фосси сама стала ведущим приматологом и членом «Триматов» — группы женщин-ученых, изучавших человекообразных обезьян в их естественной среде обитания, — наряду с Джейн Гудолл, изучающей шимпанзе, и Бируте Галдикас, изучающей орангутанов. Она была активнейшей поборницей охраны природы и боролась с браконьерством на территории национального парка Вирунга. В 1975 году она стала героиней фильма Национального географического общества «В поисках гигантских обезьян» (1975).
Дайан Фосси прожила вместе с горными гориллами 18 лет, и она точно знала, что главной опасностью для этих умных и забавных, сильных и непредсказуемых животных является человек. К 1980 году на Земле оставалось всего 250 горных горилл, поэтому Д. Фосси вела постоянную борьбу с браконьерами. В частности, Дайан изучала горилл терпеливо и тонко, постоянно рискуя жизнью, она годами ждала, когда гориллы примут её в стаю. В итоге она победила — она была принята. Так, она в одиночку жила среди этих могучих, самых крупных в мире обезьян, изучая их повадки, навыки и, как бы странно это ни звучало, — культуру.
По утверждению Роберта Сапольски, Фосси использовала методы которые в научной среде воспринимались как нарушение правил изучения животных.
Когда в январе 1970 года её фотография появилась на обложке National Geographic, Дайан стала знаменитой. В 1980 году она получила докторскую степень в Кембриджском университете (Cambridge University) в Великобритании и была названа ведущим специалистом в мире по физиологии и поведению горных горилл. Фосси читала собственный курс лекций в Корнеллском Университете (Cornell University) в 1981—1983. В 1983 году вышла её научно-популярная книга «Гориллы в тумане» (англ. Gorillas in the mist), ставшая бестселлером и вошедшая в 25 лучших научно-популярных книг всех времён по версии американского научно-популярного журнала «Discover». Эта книга до сих пор является самой продаваемой в мире книгой о гориллах. Позднее, в 1988 году, отчасти по мотивам этой книги был снят одноимённый художественный фильм с Сигурни Уивер в главной роли.

### Убийство
Дайан Фосси была зарублена собственным мачете в своём бунгало в лагере недалеко от исследовательского центра Карисоке, Руанда, 26 декабря 1985 года. Убийство так и не было раскрыто, но, возможно, она была убита браконьерами, которые охотились на горилл. При этом руандийский суд признал виновным в её убийстве её американского сотрудника Уэйна Макгуайра и заочно приговорил того к смертной казни (Макгуайр вернулся в США, у которых с Руандой не было договора об экстрадиции). Предполагаемый мотив заключался в том, что Макгуайр якобы убил Фосси, чтобы украсть рукопись продолжения её книги. Ещё один местный сотрудник Фосси повесился в тюрьме.
Дайан Фосси похоронили рядом с убитыми гориллами во дворе позади бунгало. На надгробной плите высечены её руандийское имя Нуармачабеле («Женщина, которая живёт одна в горах») и эпитафия: «Никто не любил горилл сильнее. Покойся с миром, дорогая подруга, навечно защищённая в этой святой земле, твоём доме, которому ты принадлежишь».
По утверждению Роберта Сапольски, Фосси могла спровоцировать убийства горилл в качестве мести за её поведение. Когда она заметила, что гориллы случайно погибали в ловушках местных охотников, она начала их разрушать, что резко сократило количество еды у соседнего племени. В отместку местное население начало специально охотиться на горилл и подкидывать их трупы к хижине Фосси, в ответ на это Дайян стала похищать детей у аборигенов.

## Память
16 января 2014 года Google выпустил дудл к 82-летию со дня рождения приматолога.
В декабре 2017 года телеканал National Geographic (США) выпустил фильм «Dian Fossey: Secrets in the Mist» о Дайан Фосси.

## Публикации
- Дайан Фосси. Гориллы в тумане // "Вокруг света", № 10, 1989. стр.40-45 [некролог и главы из книги]